# Seguia
Pour les articles homonymes, voir Acequia.

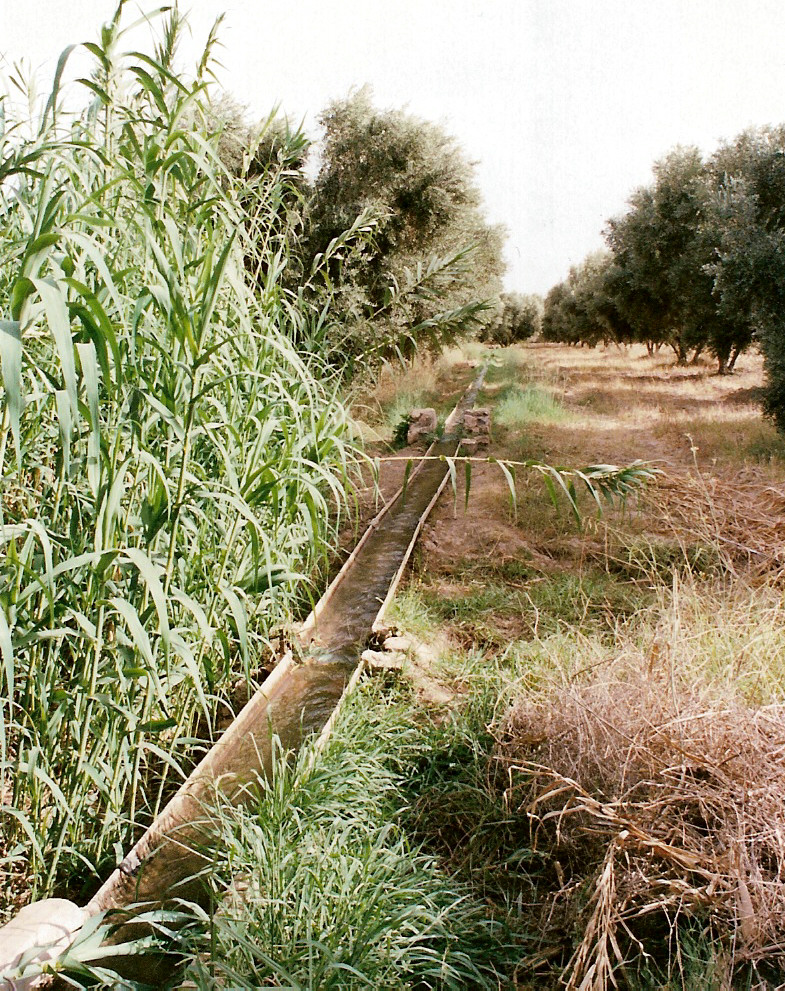
Seguia secondaire vers Taroudant, Maroc.

Une seguia (de l'arabe الساقية) est un canal d'irrigation ancestral à ciel ouvert, existant dans de nombreuses régions du monde.
En Afrique du Nord, il se rencontre souvent dans les oasis gérés par une communauté d'irrigants. Il se rencontre également en Espagne sous le terme d'acequia (en espagnol : [aˈθekja]) ou en catalan séquia (en catalan : [ˈsekia/ˈsekiə]), ainsi que dans les zones d'influence hispanique : dans les Andes, dans le nord du Mexique et dans l'actuel Sud-Ouest des États-Unis, en particulier dans le nord du Nouveau-Mexique et le sud du Colorado, les seguias permettent généralement de transporter les eaux de ruissellement ou les eaux fluviales vers des champs éloignés. Au Nouveau-Mexique, elles sont liées par une longue tradition historique aux communautés Pueblos et Hispanos, on retrouve leur influence culturelle dans les Matachines et dans le pèlerinage au sanctuaire de Chimayo.
Compte tenu des climats des régions concernées, ces systèmes rudimentaires impliquent d'importantes pertes d'eau par évaporation.

## Étymologie

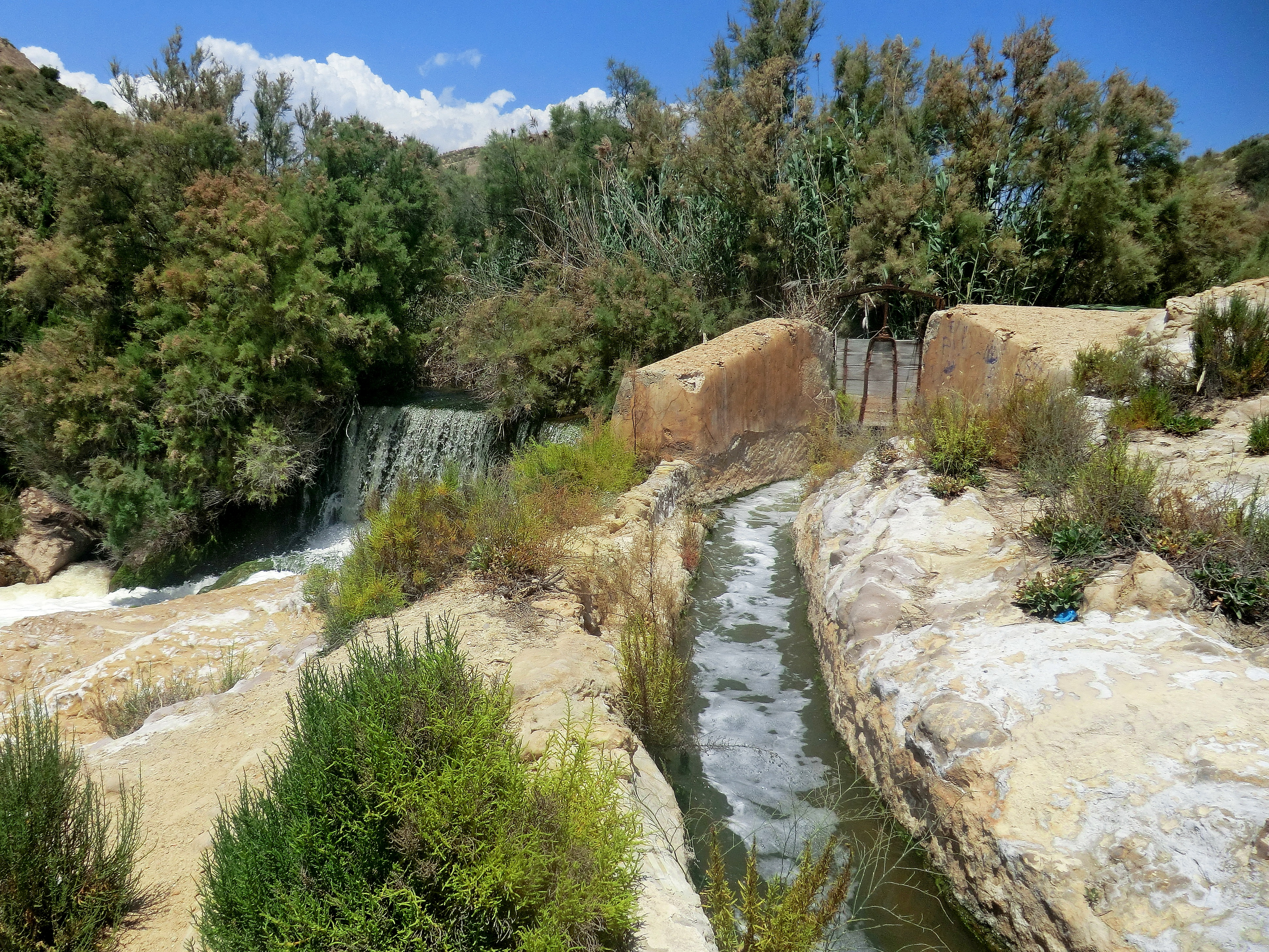
Acequia principale, Vallongas, Elche, Valence, Espagne, mai 2012

Le mot français (sequia) procède de l'espagnol acequia et du catalan séquia, d'après l'arabe classique as-sāqiya, qui peut désigner un « conduit d'eau » ou « porteur d'eau » et une « barmaid », une personne qui abreuve (de سَقَى saqā, « donner de l'eau, boire »).

## Espagne
On considère souvent que les seguias espagnoles proviennent d'al-Andalus ; cependant, l'hypothèse la plus probable est qu'elles ont amélioré des systèmes d'irrigation qui existaient déjà depuis l'époque romaine, voire avant. Cet usage rentra dans la culture des peuples portugais et espagnols (levadas sur l'île de Madère), jusqu'à les utiliser dans leurs propres colonies, bien que des structures similaires existaient déjà dans des endroits comme Mendoza ou San Juan, en Argentine, où les seguias bordent aujourd'hui toutes les rues de la ville, mais étaient à l'origine creusées tout autour par les Huarpes bien avant l'arrivée des Espagnols.

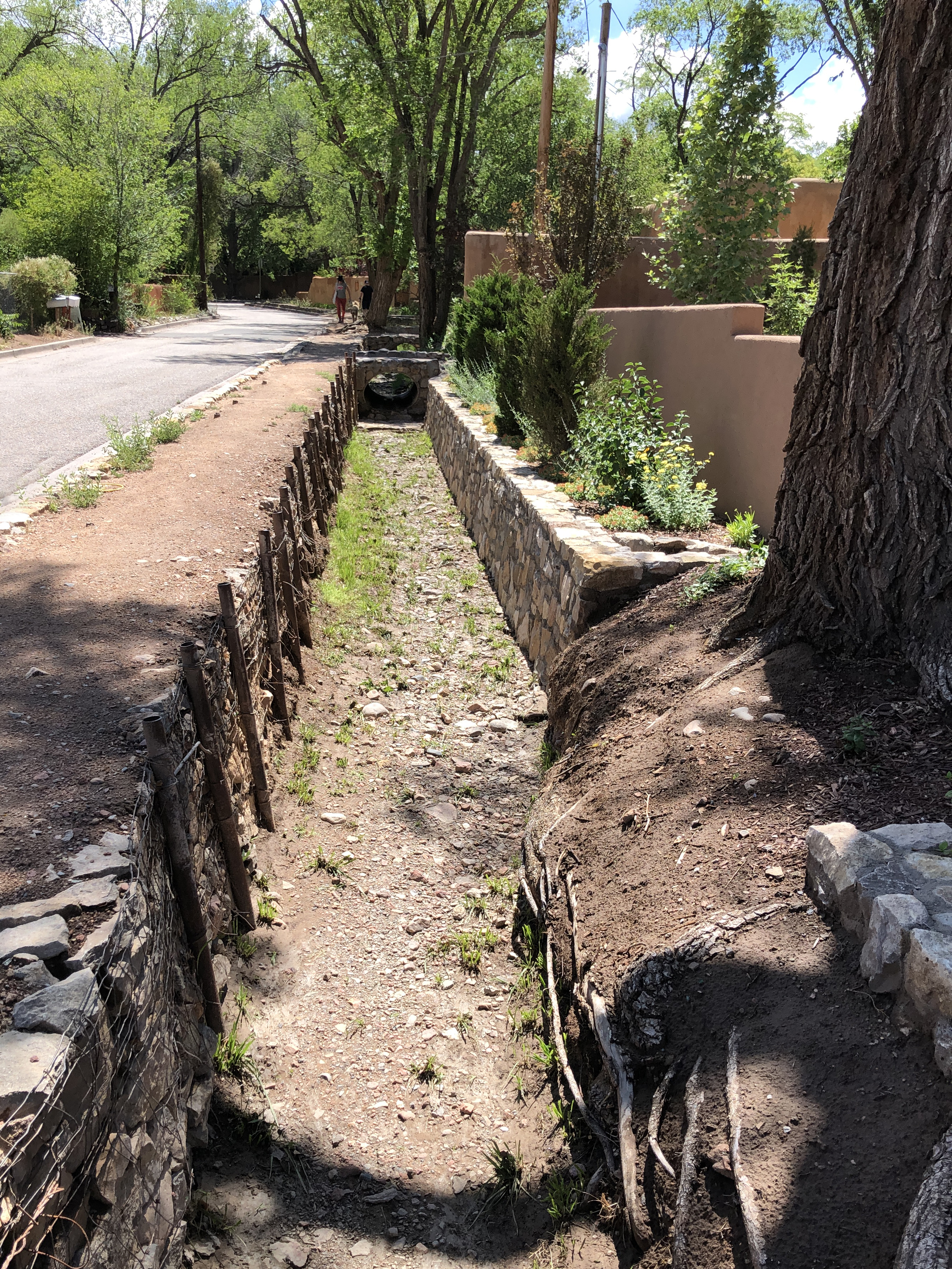
Lacequia Madre (seguia principale), Santa Fe, Nouveau-Mexique, juin 2022

Aux États-Unis, les acequias les plus anciennes ont été créées il y a plus de 400 ans. Beaucoup constituent encore la source d'eau principale pour les entreprises d'agriculture et d'élevage dans les régions des États-Unis autrefois occupées par l'Espagne ou le Mexique, notamment la région du nord du Nouveau-Mexique et du centre-sud du Colorado connue sous le nom de comté de Rio Arriba.

## Usages et fonctionnement
Les séguias sont des rigoles d'alimentation, dont le concept est similaire à celui des canaux tels que les roggia en Italie. Elle permet à l'eau de pénétrer dans les sous-sols et d'alimenter la terre et les nappes phréatiques plutôt que de ruisseler en surface. Certaines séguias sont transportées par des tuyaux ou des aqueducs, de fabrication moderne ou vieux de plusieurs décennies ou siècles. La majorité, cependant, sont de simples fossés ouverts avec des berges en terre. Dans de nombreuses communautés, les berges des fossés sont des voies importantes pour les déplacements non motorisés.
Les seguias principales sont généralement construites en terre mais les ramifications secondaires peuvent être de simples rigoles en métal voire creusées à même la terre (ce qui implique, dans ce dernier cas, une perte d'eau supplémentaire par infiltration).
Selon les traditions et les précédents locaux, diverses entités juridiques incarnent les associations communautaires, ou associations de séguias, qui régissent l'utilisation de l'eau. Une organisation séguia doit souvent comprendre des commissaires et un concierge qui a le rôle de réglementer quels détenteurs de droits d'irrigation peuvent libérer l'eau dans leurs champs et à quels jours. Ceux-ci sont parfois surnommés "les cavaliers des fossés". Selon la loi de l'État du Nouveau-Mexique, toutes les personnes ayant des droits d'irrigation doivent participer à l'entretien annuel du fossé communautaire, y compris le nettoyage annuel du fossé au printemps, connu sous le nom de limpieza y saca de acequia.
Les chercheurs affiliés au Rio Grande Bioregions Project du Colorado College ont lancé une étude collaborative, interdisciplinaire et dirigée par les agriculteurs sur les acequias du Colorado et du Nouveau-Mexique entre 1995 et 1999. L'une des conclusions les plus importantes de cette étude est que les séguias fournissent des services écosystémiques et économiques de base, vitaux aux régions dans lesquelles elles sont situées. Une étude, rapportée par Peña (2003), a révélé que les agroécosystèmes des séguias favorisent la conservation et la formation des sols, fournissent un habitat pour la faune terrestre et des corridors de déplacement, protègent la qualité et la température des rivières, favorisent la conservation de la biodiversité domestiquée, entre autres valeurs de base écologiques et économiques. Cette recherche pionnière sur les services écosystémiques des séguias, menée par l'anthropologue de l'environnement Devon G. Peña, a plus récemment été confirmée par d'autres études (Fernald et al., 2007, 2010, 2015 ; Raheem et al., 2015).
En Espagne, nombre de ces canaux sont tombés en désuétude dans les années 60, mais bénéficient aujourd'hui d'une remise en état par des bénévoles. Loués pour leur efficacité et leur faible coût, leur importance se révèle alors que 74% du territoire espagnol se trouve classé en risque de désertification du fait du réchauffement climatique, selon la Convention des Nations unies sur la lutte contre la désertification,.

## Galerie

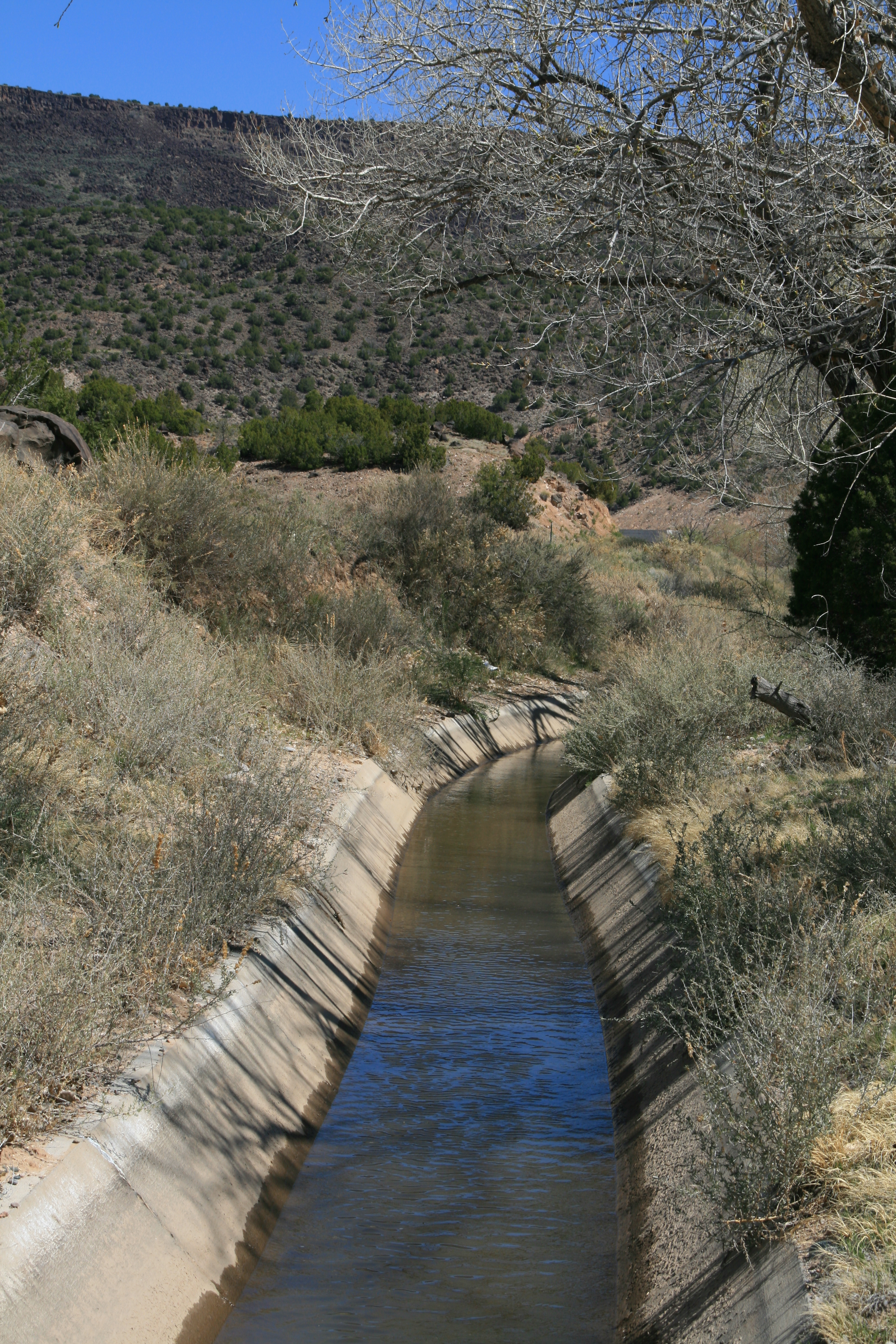
Partie bétonnée de la séguia La Canova, près de Velarde, Nouveau Mexique
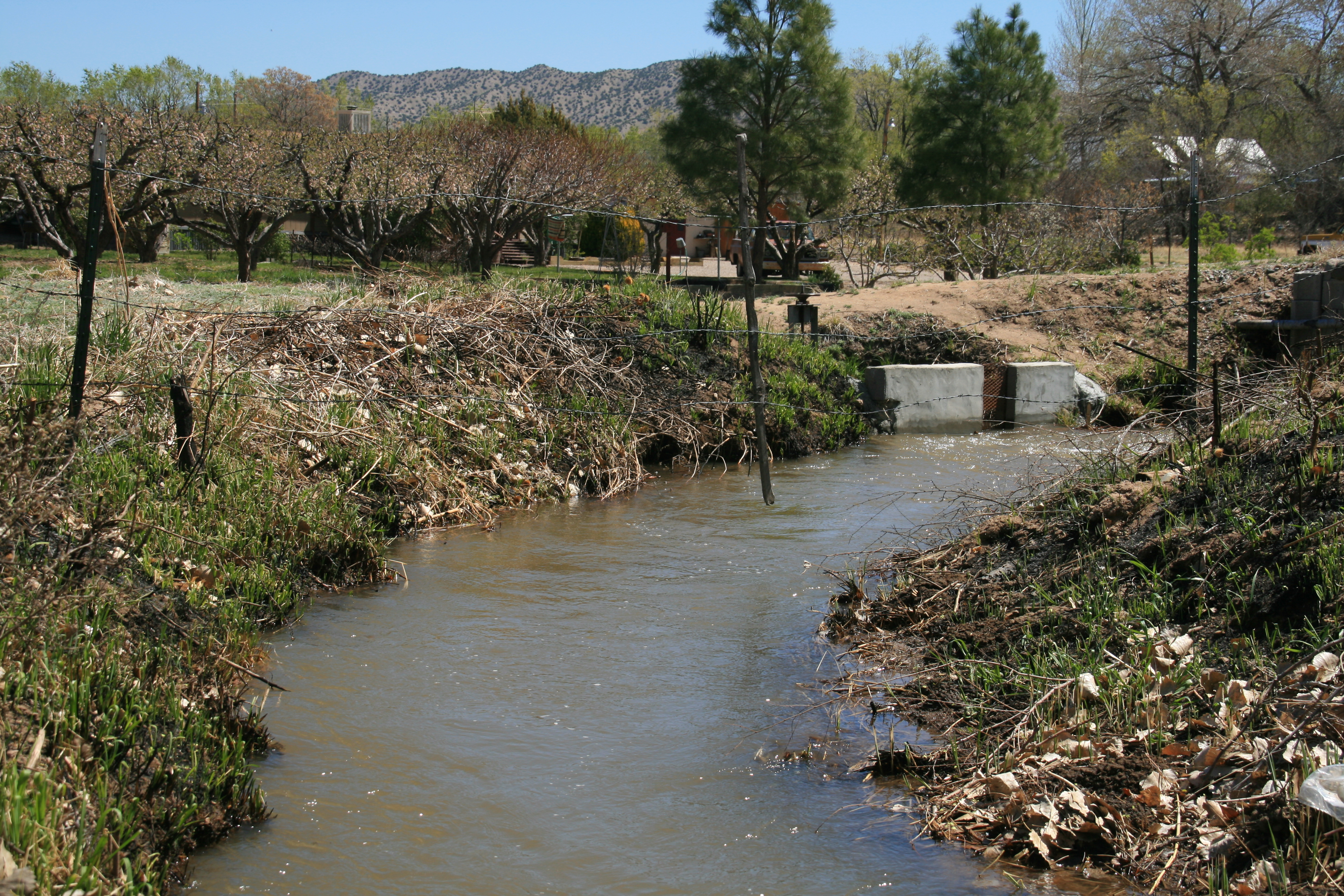
Partie non bétonnée de la séguia Los Chicos, près de Velarde, Nouveau Mexique
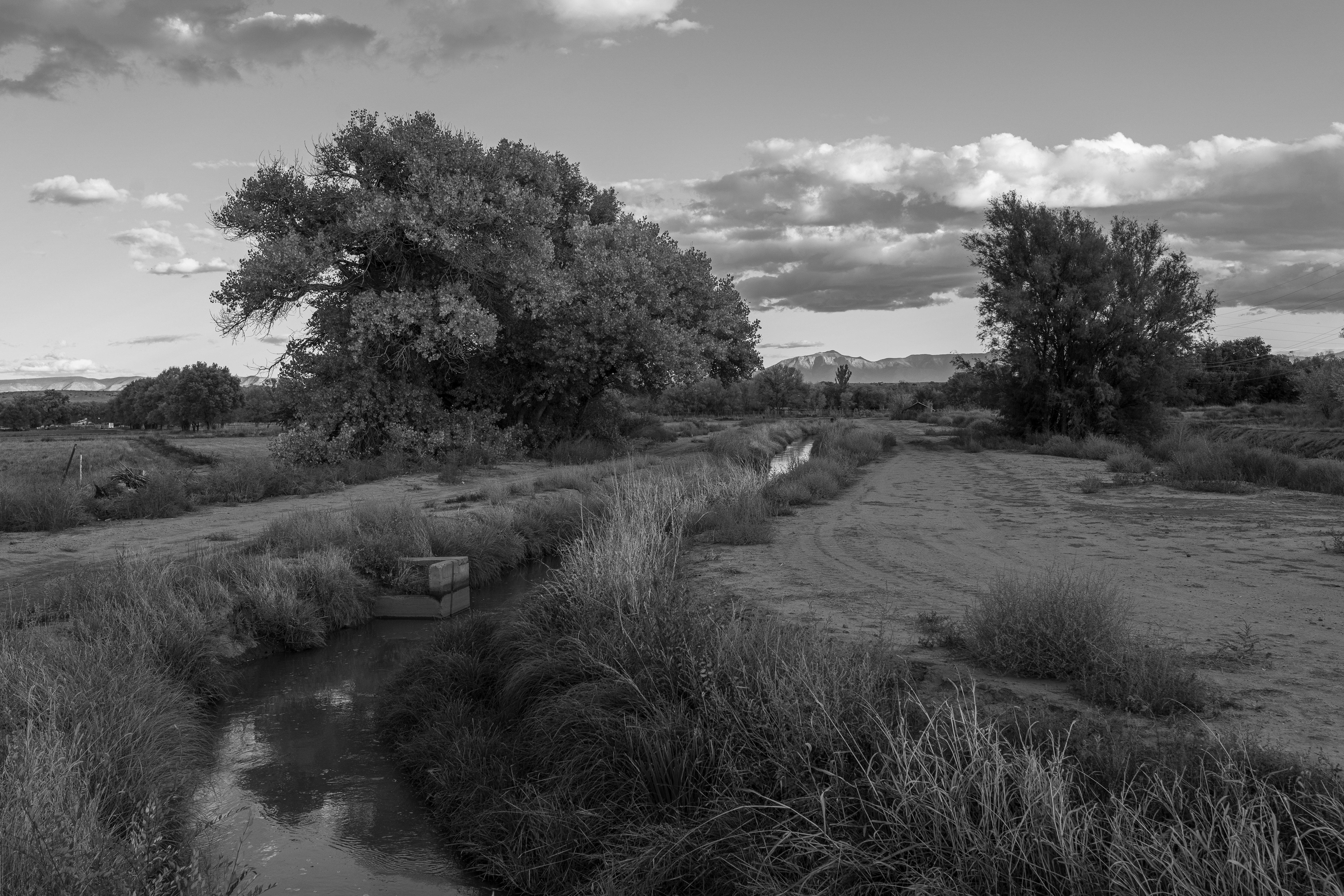
Près de l'intersection de Los Padillas et de Putnam à South Valley, Nouveau-Mexique
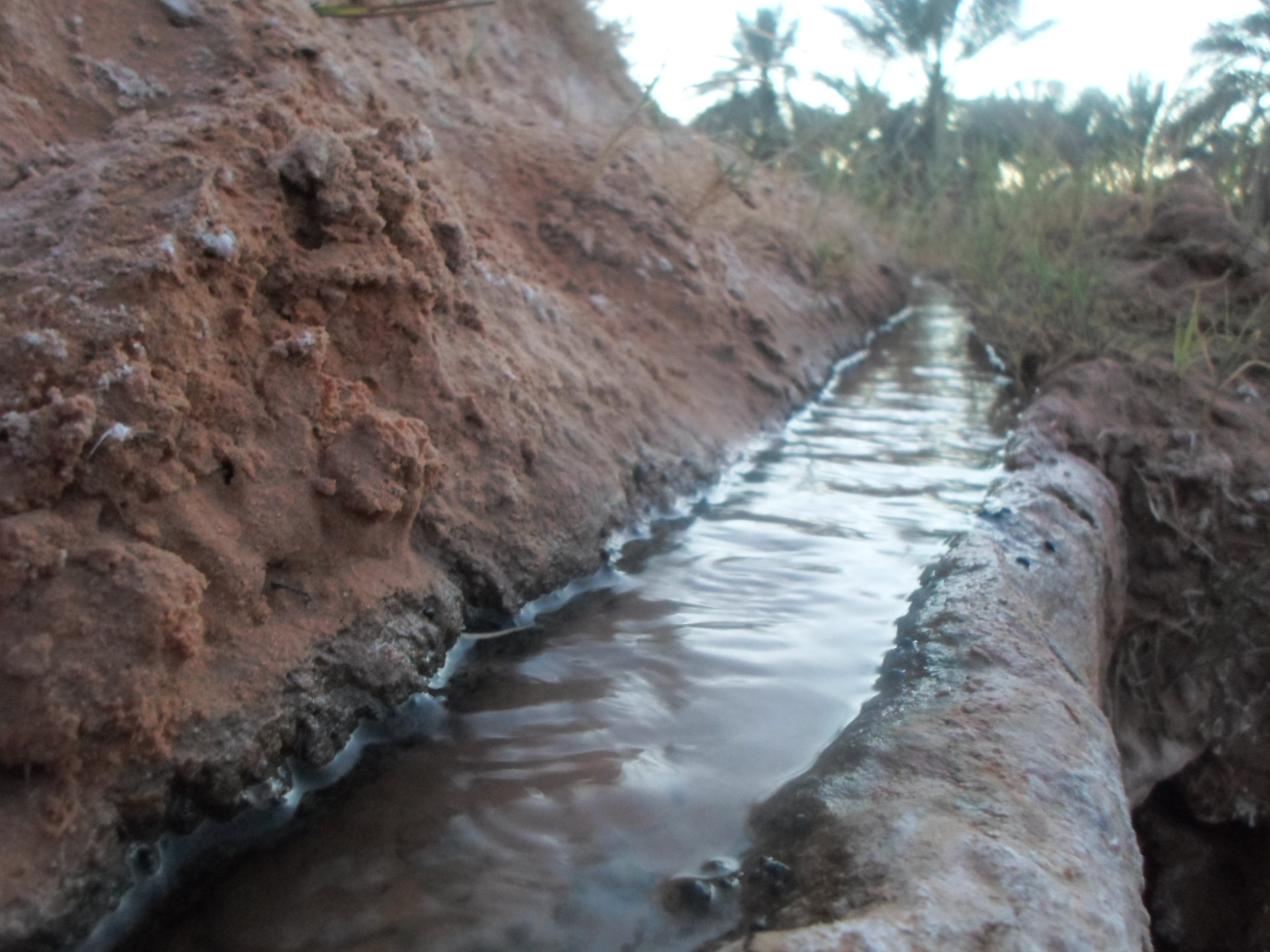
Seguia en Algérie